# 波尔泰朗
波尔泰朗是巴西戈亚斯州的一个市镇。总面积603.917平方公里，总人口2983人，人口密度4.9人/平方公里。